# My House (Oceana)
My House è il secondo album della cantante Oceana, pubblicato nel 2012. Nell'album è incluso il brano Endless Summer, inno ufficiale degli Europei 2012.

## Tracce[2]
- Embassy Of Music (5053105333127)

1. My House - 4:02 (Oceana Mahlmann, Fin Greenall, Blair Mackichan)
2. Sunshine Everyday - 3:54 (Oceana Mahlmann, Blair Mackichan)
3. Amazing (feat. Maceo Parker) - 3:27 (Oceana Mahlmann, Marcus Brosch, Anes Krpi, Tobias Neumann)
4. Lose Control - 3:15 (Oceana Mahlmann)
5. Put Your Gun Down - 3:55 (Oceana Mahlmann, Marcus Brosch, Anes Krpi, Tobias Neumann)
6. Say Sorry - 4:30 (Oceana Mahlmann, Blair Mackichan)
7. Sweet Violet - 4:13 (Mark Tremaine Agbi)
8. Diamonds - 2:50 (Oceana Mahlmann, Robert Davis)
9. Endless Summer - 3:11 (Oceana Mahlmann, Marc F. Jackson, Andreas Litterscheid, Blair Mackichan, Hugo Oscar, Reinhard Raith, Mense Reents, Jakobus Siebels)
10. Love is Dying (feat. Mr. Vegas) - 3:52 (Oceana Mahlmann)
11. Better Days - 3:46 (Oceana Mahlmann, Marcus Brosch, Gavin Jones)
12. Hopes and Sins - 3:46 (Oceana Mahlmann, Blair Mackichan)
13. Some People - 3:07 (Oceana Mahlmann, Robert Davis)
14. Don't Walk Away - 3:23 (Oceana Mahlmann)
15. A Rockin' Good Way (feat. Maceo Parker) - 7:55 (Oceana Mahlmann)

Promo CD Bonus Track
1. Endless Summer (Reggae Mix) – 3:40

## Classifiche
| Classifica | Posizione raggiunta |
| ---------- | ------------------- |
| Germania   | 89                  |
| Italia     | 84                  |
| Polonia    | 15                  |
| Svizzera   | 84                  |

## Date di Pubblicazione
| Nazione     | Data           | Formato              | Etichetta                      |
| ----------- | -------------- | -------------------- | ------------------------------ |
| Giappone    | 22 giugno 2012 | Digital Download     | Embassy of Music/Warner Music  |
| Germania    | 22 giugno 2012 | CD, Digital Download | Embassy of Music/Warner Music  |
| Austria     | 22 giugno 2012 | CD, Digital Download | Embassy of Music/Warner Music  |
| Paesi Bassi | 22 giugno 2012 | CD, Digital Download | Embassy of Music/Warner Music  |
| Regno Unito | 22 giugno 2012 | CD, Digital Download | Embassy of Music/Warner Music  |
| Svizzera    | 22 giugno 2012 | CD, Digital Download | Ministry of Sound/Warner Music |
| Polonia     | 3 luglio 2012  | CD, Digital Download | Warner Music                   |
| Italia      | 3 luglio 2012  | CD, Digital Download | Time Records                   |